# Basarab I.

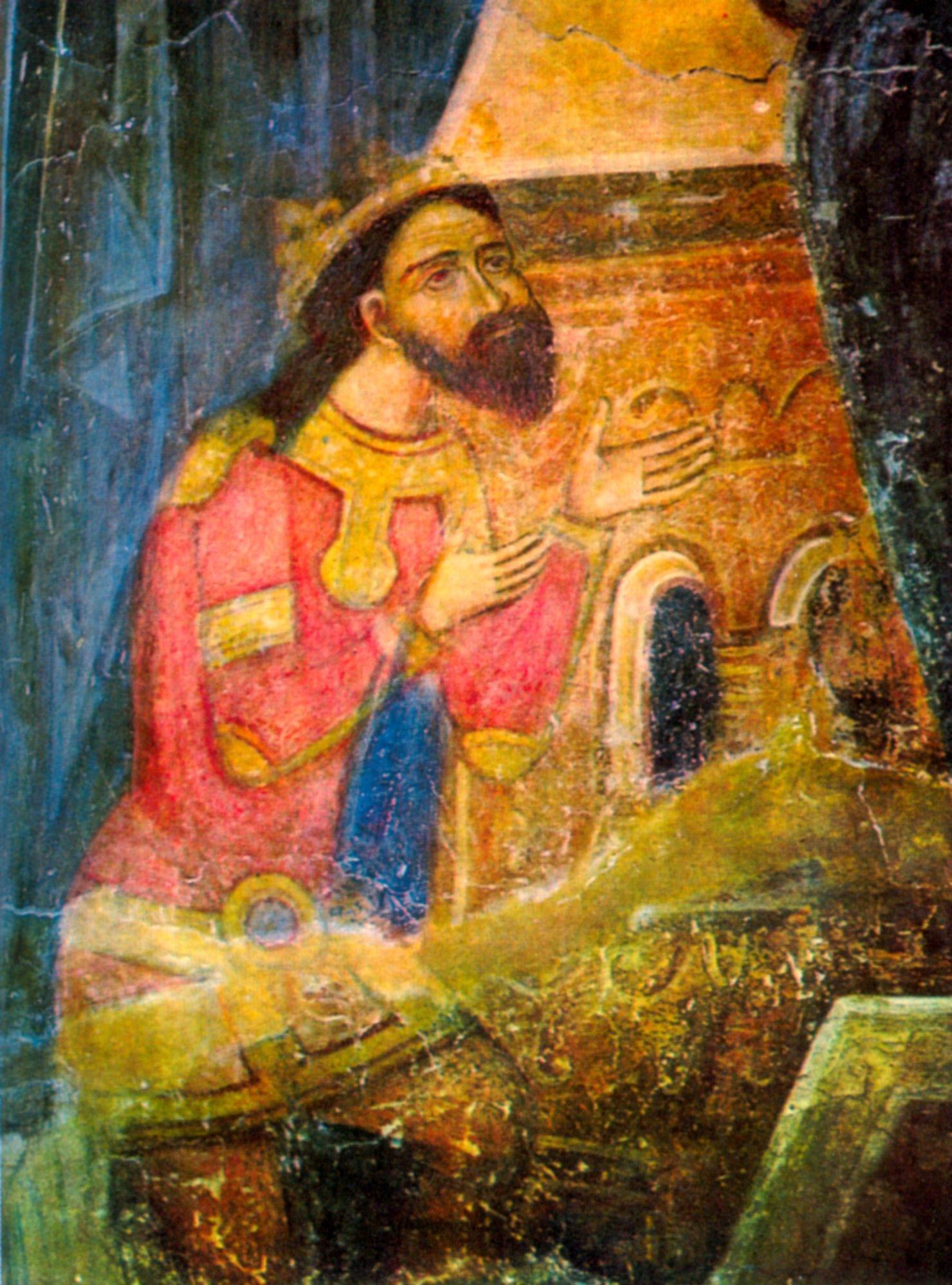
Basarab I.

Basarab I. Întemeietorul (deutsch Basarab der Gründer; * unbekannt; † 1352) war ein walachischer Woiwode und gilt als der Begründer des Fürstentums Walachei und der ersten rumänischen Herrscherdynastie. Er ist ferner auch der Namensgeber der historischen Landschaft Bessarabien.

## Leben
Die politische Krise, die im Königreich Ungarn nach dem Aussterben des Herrscherhauses der Árpáden (1301) einsetzte, nutzte Basarab I., um die verschiedenen politischen Einheiten, die bis dahin im Land südlich der Karpaten bestanden hatten, unter seiner Herrschaft zu vereinen. Das auf diese Weise entstandene Fürstentum Walachei reichte schon bald bis zur Donau und zum Schwarzen Meer. Das Bestreben Basarabs I., seinen Machtbereich aus der ungarischen Oberhoheit zu lösen, führte schließlich 1330 zu einem Feldzug Ungarns mit dem Ziel, die ungarische Oberhoheit über die Walachei wiederherzustellen. In der Schlacht bei Posada im November desselben Jahres gelang es den Walachen jedoch, die von ihrem König Karl I. Robert angeführten Ungarn zu schlagen. Trotz des Sieges musste Basarab I. die ungarische Oberhoheit nominell weiterhin anerkennen.
Nachfolger von Basarab I. wurde sein Sohn Nicolae Alexandru. Seine Tochter Theodora von der Walachei war die Ehefrau des bulgarischen Zaren Iwan Alexander. 1345 trat sie in ein Kloster ein und wurde 2022 von der Rumänisch-orthodoxen Kirche als erste bekannte rumänische Nonne heiliggesprochen (Gedenktag 28. Oktober).